# V. S. Khandekar
Vishnu Sakharam Khandekar (Sangli, 11 de janeiro de 1898 — Miraj, 2 de setembro de 1976) foi um escritor marata de Maarastra, Índia. Ele foi o primeiro autor marata a ganhar o prestigioso Prêmio Jnanpith.

## Primeiros anos
Khandekar nasceu em 11 de janeiro de 1898 em Sangli, Maarastra. Seu pai era um munsif (um funcionário subordinado) no principado de Sangli, onde passou sua infância e completou sua educação inicial. Em sua juventude, ele estava interessado em atuar em filmes e encenou vários dramas durante os dias de escola.
Depois de passar no exame de matrícula em 1913, Khandekar ingressou no Fergusson College, em Pune. Em 1920, começou a trabalhar como professor numa escola em Shiroda

## Filmes e seriados de televisão
Vários filmes e seriados de televisão foram feitos com base nas obras de Khandekar. Os filmes incluem:
- Chhāyā...........[Marata] (1936)
- Jwālā..............[Marata e Hindi] (1938)
- Devatā............[Marata] (1939)
- Amrut..............[Marata e Hindi] (1941)
- Dharma Patni...[Télugo e Tâmil] (1941)[1]
- Pardeshi.........[Marata]) (1953) o

Khandekar escreveu o diálogo e roteiro para o filme marata Lagna Pahāwe Karoon (1940).

## Vida profissional e literária
A carreira de escritor de Khandekar começou em 1919, quando Shrimat Kalipuranam, seu primeiro trabalho, foi publicado, e continuou até 1974, quando seu romance Yayati foi publicado.
Em 1920, Khandekar começou a trabalhar como professor em uma pequena cidade, Shiroda, no atual distrito de Sindhudurg, na região de Konkan, em Maarastra. Ele trabalhou nessa escola até 1938. Enquanto trabalhava como professor, Khandekar produziu em seu tempo livre abundante literatura marati em várias formas. Em sua vida, ele escreveu dezesseis romances, seis peças, cerca de 250 contos, cinquenta contos alegóricos, cem ensaios e mais de duzentas críticas.

## Honras e prêmios
Em 1941, Khandekar foi eleito presidente da Marathi Sahitya Sammelan (Conferência Literária Marata) em Solapur. Em 1968, o governo da Índia o homenageou com um prêmio Padma Bhushan em reconhecimento às suas realizações literárias. Dois anos depois, ele também foi homenageado com a Sahitya Akademi Fellowship da indiana Sahitya Akademi. Em 1974, foi premiado com o Prêmio Jnanpith, o maior reconhecimento literário do país, por seu romance Yayati. A Universidade Shivaji em Colhapur, Maarastra, conferiu-lhe um grau honorário de D.Litt. Em 1998, o governo da Índia emitiu um selo postal comemorativo em sua homenagem.